# دالة جمع
في نظرية الأعداد، نقول عن دالة حسابية {\displaystyle f(n)} أنها دالة جمع لمتغيرين صحيحين موجبين أو أكثر إذا تحقق ما يلي:
لكل عددين {\displaystyle a} و {\displaystyle b} أوليين فيما بينهما، لدينا: {\displaystyle f(ab)=f(a)+f(b)}.

## جمعية بالكامل
يقال عن دالة جمعية {\displaystyle f(n)} أنها جمعية بالكامل إذا كان {\displaystyle f(ab)=f(a)+f(b)} لكل الأعداد الصحيحة الموجبة {\displaystyle a} و {\displaystyle b} . إذا كانت {\displaystyle f} دالة جمعية بالكامل، فإن {\displaystyle f(1)=0}.
كل دالة جمع بالكامل هي دالة جمع، لكن العكس غير صحيح.

## أمثلة
أمثلة لدوال جمع بالكامل حسابية:
- دالة أوميغا الأولية {\displaystyle \Omega (n)}، المعروفة باسم "دالة أوميغا الكبيرة"، والتي تقوم بحساب العدد الإجمالي للعوامل الأولية للعدد {\displaystyle n}[3]، على سبيل المثال:

{\displaystyle ,\Omega (1)=0} لأن العدد 1 ليس له عوامل أولية.
{\displaystyle \Omega (4)=2}
{\displaystyle \Omega (16)=\Omega (2\cdot 2\cdot 2\cdot 2)=4}
{\displaystyle \Omega (20)=\Omega (2\cdot 2\cdot 5)=3}
{\displaystyle \Omega (27)=\Omega (3\cdot 3\cdot 3)=3}
{\displaystyle \Omega (144)=\Omega (24\cdot 32)=\Omega (24)+\Omega (32)=4+2=6}
{\displaystyle \Omega (2,000)=\Omega (24\cdot 53)=\Omega (24)+\Omega (53)=4+3=7}
{\displaystyle \Omega (2,001)=3}
{\displaystyle \Omega (2,002)=4}
{\displaystyle \Omega (2,003)=1}
Ω(54 032 858 972 279) = Ω(11 ⋅ 1993 ⋅ 1993 ⋅ 1236661) = 4  
Ω(54 032 858 972 302) = Ω(2 ⋅ 7⋅ 7 ⋅ 149 ⋅ 2081 ⋅ 1778171)= 6

Ω(20 802 650 704 327 415) = Ω(5 ⋅ 7 ⋅ 11 ⋅ 11⋅ 1993⋅ 1993 ⋅ 1236661) = 7.
أمثلة لدوال حسابية جمعية، ولكنها ليست جمعية بالكامل:
- دالة أوميغا الأولية {\displaystyle \omega (n)}، المعروفة باسم "دالة أوميغا الصغيرة"، والتي تقوم بحساب عدد العوامل الأولية المميزة للعدد {\displaystyle n}.[4] مثلاً:

{\displaystyle \omega (4)=1}
{\displaystyle \omega (16)=\omega (24)=1}
{\displaystyle \omega (20)=\omega (22\cdot 5)=2}
{\displaystyle \omega (27)=\omega (33)=1}
{\displaystyle \omega (144)=\omega (24\cdot 32)=\omega (24)+\omega (32)=1+1=2}
{\displaystyle \omega (2,000)=\omega (24\cdot 53)=\omega (24)+\omega (53)=1+1=2}
{\displaystyle \omega (2,001)=3}
{\displaystyle \omega (2,002)=4}
{\displaystyle \omega (2,003)=1}
{\displaystyle \omega (54,032,858,972,279)=3}
{\displaystyle \omega (54,032,858,972,302)=5}
{\displaystyle \omega (20,802,650,704,327,415)=5}

## دالة ضربية
نقول عن دالة حسابية {\displaystyle g(n)}، أنها دالة ضربية إذا كان {\displaystyle g(ab)=g(a)\cdot g(b)}، لكل عددين {\displaystyle a} و {\displaystyle b} أوليين فيما بينهما.
لاحظ أنه إذا كانت {\displaystyle f(n)} دالة جمعية، فيمكننا تكوين دالة ضربية بسهولة، مثلاً: {\displaystyle g(n)=2^{f(n)}}.